# Ville Valo
Ville Hermanni Valo (Hèlsinki, 22 de novembre de 1976) és vocalista, compositor finès, i líder de la banda finlandesa Him, de la qual és un dels fundadors. Valo és també el bateria de la banda Daniel Lioneye, la qual té el guitarrista d'Him, Mikko Lindström, com a cantant. És l'inventor del Heartagram, distintiu de la banda.
Valo és amic de l'actor i skater Bam Margera, i la música d'Him es troba en molts dels projectes d'aquest. Ville Valo també ha aparegut algunes vegades en Viva la Bam al costat de Bam Margera.

## Biografia

### La seva infantesa i inicis
Durant la seva infantesa i joventut va viure al barri d'Oulunkylä. La seva família es componia del seu pare Kari, la seva mare Anita i del seu germà Jesse, 6 anys menor que ell, que practica com a hobby la boxa tailandesa.
Va néixer a Hèlsinki. Els primers mesos de vida els va viure amb els seus pares en la part antiga de Vallila, i després es van mudar a Oulunkylä, on va passar els següents disset anys. Va anar al col·legi a Oulunkylä. L'ensenyament superior el va realitzar al liceu de nit de Käpylä, on va coincidir amb el guitarrista Petri Valli de l'antic grup Kingston Wall.
El seu pare solia reparar cotxes vells i la seva mare té la mateixa feina des de fa 20 anys.
Valo va tenir molts animals durant la seva infantesa, entre ells gossos, peixos i tortugues. Segons Valo, quan va morir el seu gos va tenir un trauma i es va tornar al·lèrgic i asmàtic.
El primer record "musical" que els seus pares tenen d'ell és d'una festa familiar en la qual, cap a mitjanit, Jallu, un amic de la família imitador d'Elvis, va començar a tocar Are You Lonesome Tonight. Valo va gatejar en pijama fins a agafar uns bongos i començar tamborear seguint el ritme de la cançó d'Elvis. En aquell moment els seus pares es van dir: aquest segur que acabarà músic".

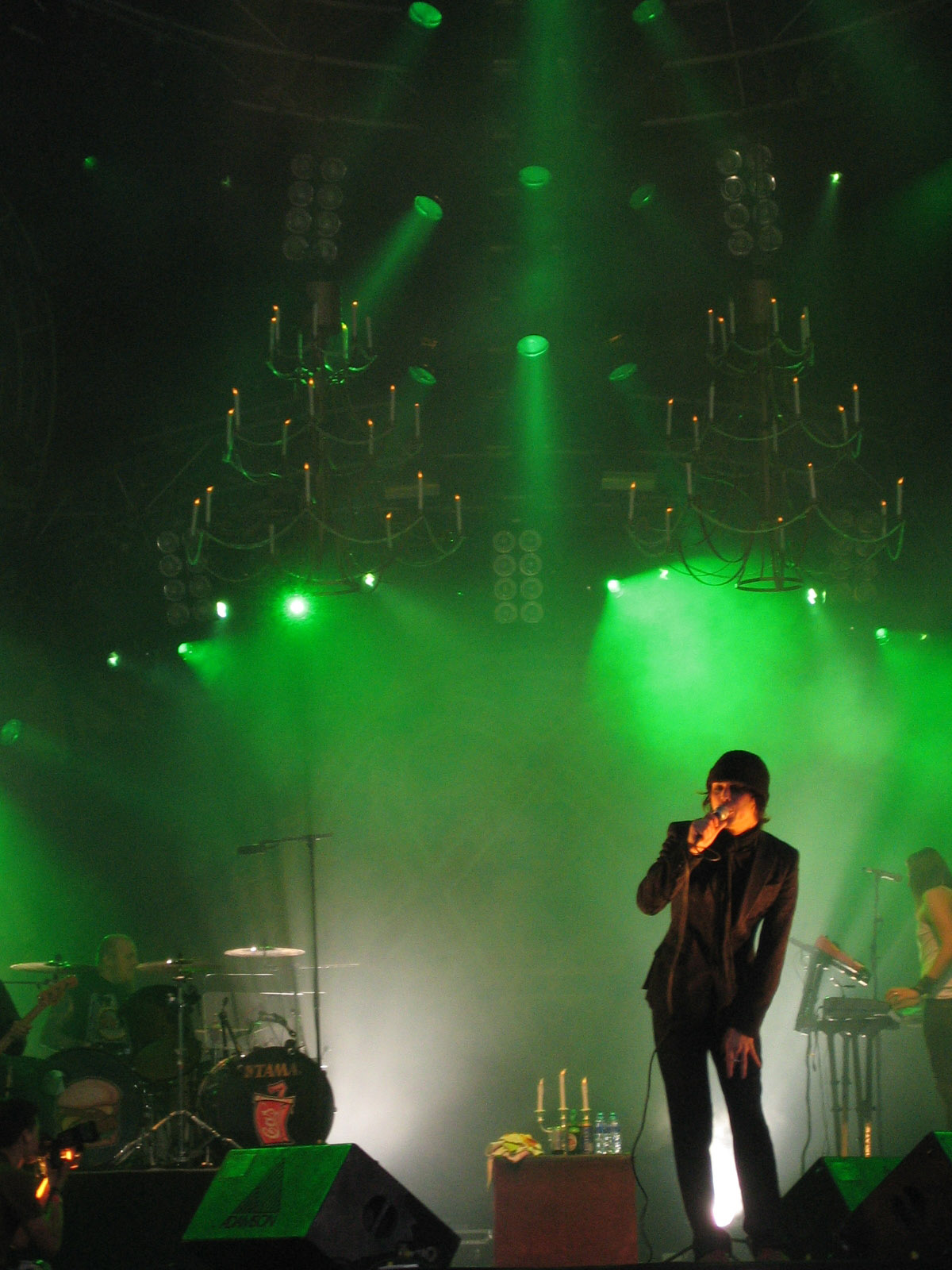
Ville Valo a Provinssirock (2006).

### Influències musicals
Des de petit va ser influït per la música que els agradava als seus pares, de cantants tals com Tapio Rautavaara i Rauli, així com Rolling Stones, Cat Stevens, John Lee Hooker i Bo Diddley.
En la seva biografia oficial ha comentat que va ser la seva cosina qui li va introduir en el rock després d'haver-li recomanat escoltar el grup Kiss, per això el primer disc que es va comprar va ser Animalize. El seu cosí més gran el va influir també mitjançant bandes tals com Kiss ja esmentada, Black Sabbath i Iron Maiden. Als 8 anys es va adonar de la seva passió per a la música rock. Els seus interessos es van expandir, amb estils com el Reggae, un cert grau de Blues, i música amb tocs i aires Country, com Johnny Cash, Roy Orbison i Neil Young.
Des de molt jove, l'entusiasme de Valo cap a la música el va fer participar en diverses bandes de Hèlsinki, tals com B.L.O.O.D. (1986-89), Eloveena Boys (1987-88), Kemoterapia (1989-97) i algunes més, que eren projectes una mica foscos.

### Aprenent a tocar el baix
Va anar durant un temps a les classes d'art, però més tard la música va acaparar tot el seu temps, per aquesta raó, a tercer es va canviar a les classes de música i havien de decidir quin instrument tocar, Valo va escollir el baix, ja que admirava a Gene Simmons.
Els seus pares van aconseguir un baix de segona mà, el seu professor Hannu Takalo va ser qui li va ensenyar a tocar-lo i la seva mare l'obligava a practicar. Va preferir aprendre música pop/rock, per la qual cosa no té bases de música clàssica.

### Els seus primers grups
En quart o cinquè curs va formar el seu primer grup B.L.O.O.D., li van posar punts entre les lletres com "W.A.S.P. ", "no sabíem per què estaven els punts, en tot cas quedava bé així", tocaven música que tinguessin algun significat per a ells, especialment d'Iron Maiden, tenien dues bateries, un per als assaigs i un altre per tocar en públic, ja que sofria por escènica. Van tocar per a la classe de música, davant dels nois de sisè curs.
Més tard, va conèixer a Limit, a setè, i a vegades tocaven junts i a poc a poc va anar coneixent els altres nois i van començar a tocar en festes del col·legi amb el nom d'Elovena Boys, en el qual Valo era el baixista; tocaven cançons de U2 i Dire Straits i va escriure la seva primera cançó per al grup; després el van seguir diversos grups, com Aurora, on Valo era la bateria i Limit tocava la guitarra.
Com a viatge de final de curs van anar a Amsterdam, amb autobús, i van fer algunes actuacions en col·legis d'Països Baixos
A part de la música, també practicava judo, i més tard es va aficionar al skate.
(Aquestes dades apareixen al llibre " Synnin Viemää " de J.K. Juntunen).

### HIM
Amb 18 anys, els seus pares li van regalar un petit estudi, al qual es va mudar, i va estar treballant al sex shop "Adults Toyshop Aikuisten Lelukauppa" que pertany al seu pare.
El 1995, a causa de la inconformitat per la música existent, va formar His Infernal Majesty, que al principi va ser pensat com a grup de covers de bandes com Type O Negative, Kiss, Danzig, Black Sabbath i Depeche Mode, però van desenvolupar un estil al qual ells van denominar Love Metal.
Al principi, anava a ser el baixista, però com que Migé també ho era, va passar a ser el vocalista i compositor del grup, a més, sol ser ell qui s'encarrega de donar les entrevistes.
Ha compaginat el seu treball amb H.I.M. (His Infernal Majesty), amb altres projectes col·laborant amb grups com The 69 Eyes i formant part del projecte de Límit, Daniel Lioneye.
El 2005, va estar promès amb la seva núvia Jonna Nygren, model i presentadora, però poc després la relació va acabar, sent l'únic membre solter de la banda.
El 2007, va entrar en una clínica de desintoxicació, a causa del seu alcoholisme, des de llavors s'ha mantingut sobri, i ha estat tema a resplendir en les seves entrevistes durant la presentació del disc Venus Doom.

## Bandes en què ha participat
- B.L.O.O.D. [1986/87-1989] Baterista
- Elovena Boys [1987/1988?] Lletres, composició i Baix
- Kemoterapia [1989 fins a inicis dels 90] Lletres, composició, Baix i Bateria
- Terapia [1990] Vocalista
- Winha [1990] Vocalista
- Unga Kaskelottär [1990?/1992?] Vocalista, Lletres, Composició, Percussió, Baix i Guitarra
- Aurora [1992] Bateria
- HIM [des de 1995] Vocalista
- Donits Osmo Experience [1992/1993] Baix
- Daniel Lioneye [des de 2001, projecte en suspensió] Bateria

## Discografia

### Amb HIM
- Witches and Other Night Fears (Demo) (1992)
- This Is Only the Beginning (Demo) (1995)
- 666 Ways to Love: Prologue (Ep) (1996)
- Greatest Love Songs Vol. 666 (1997)
- Razorblade Romance (2000)
- Deep Shadows And Brilliant Highlights (2001)
- Single Collection (Box set) (2002)
- Love Metal (2003)
- And Love Said No: The Greatest Hits 1997-2004 (2004)
- The Video Collection (DVD)
- Love Metal Archives (DVD)
- Dark Light (2005)
- Uneasy Listening Vol. 1 (2006)
- Venus Doom (2007)
- Digital Versatile Doom CD+DVD (2008)
- Screamworks: Love In Theory And Practice (2010)

### Altres
- 1997
  - Wrap your troubles in dreams (The 69 Eyes; Valo com a veu de fons)
- 1998
  - Hunningolla (Neljä Ruusua; Valo apareix com a artista convidat en el vídeo)
  - Laulava Sydän (Agents; Ville Valo canta 3 cançons en aquest àlbum en finès)
- 1999
  - Ikkunaprinsessa (Agents i Ville Valo)
  - Paratiisi (Agents i Ville Valo)
  - Jykevää on rakkaus (Agents i Ville Valo) [Utilitzada per al xou Cky4: The Latest and Greatest el 2004]
  - Freak Out (Tehosekoitin; Valo com a veu de fons)
  - Wasting The Dawn (The 69 Eyes; Valo com a veu de fons)
  - Whispers in the Chaos (Escrita per Valo, per a "Sweet Desire" de Lullacry)
- 2000
  - Blessed Be (The 69 Eyes; Valo com a veu de fons)
- 2001
  - Thulsa Doom (Him com Thulsa Doom, banda que telonea a The 69 Eyes en el Club Tavastia)
  - Death Of A Clown (5.15 - Five Fifteen; Valo com a veu de fons)
  - The King Of Rock'n Roll (Album de Daniel Lioneye (guitarrista d'Him); Valo fa de bateria i de veu addicional)
- 2002
  - Hedonis Hellcats (The Skreppers; Valo fa les veus addicionals al costat de Migé i Lily)
  - Support Band von The Skreppers (Lux Airam/Ville, Miguelo/Migé i D. Lioneye/Lily)
  - Paris Kills (The 69 Eyes; Valo fa les veus addicionals)
  - AurA (The Mission; Valo com a veu de fons)
- 2004
  - Saturnalia (Lowe Motor Corporation; Valo com a veu de fons)
  - Bittersweet (Apocalyptica; Ville Valo al costat de Lauri Ylönen de The Rasmus)
  - The Call Of The Trash (The Skreppers; Valo com a veu de fons)
  - Devils (The 69 Eyes; Valo com a veu de fons)
- 2005
  - American idle (Isabelle's Gift; Valo com a veu de fons en la cançó 'If I Die Tonight')
  - Something Diabolical (Bloodhound Gang; al costat de Ville Valo)
- 2006
  - The Byronic Man (Cradle Of Filth; amb Ville Valo)
  - Inner Silence (Anathema; al costat de Ville Valo)
  - Synkkien Laulujen Maa (Ville Valo canta la cançó Kun Minä Kotoani Läksin al costat de Tommi Viksten en aquest àlbum recopilatori, es vegi: http://www.synkkienlaulujenmaa.fi Arxivat 2007-03-15 a Wayback Machine.)
- 2007
  - Summer Wine (Natalia Avelon; al costat de Ville Valo, per a la Bso de 8 Miles High)
  - Just For Tonight (Manna; amb Ville Valo)

## Curiositats
- Els pseudònims més coneguts del finlandès són: Bil, Senyor Vitto, Lux Airam (Black Salem, The Skreppers), Rakohammas (que es creia era el seu segon nom), Vilpertti, Vitsu, Vlad Lux, Zebraman, The Sir of Wish i Piuman.
- Té un germà menor, Jesse Valo (1984) que practica Kickboxing tailandès i és a més baixista de la banda finlandesa Iconcrash.
- Una traducció del nom de Ville correspon a Guillem. Valo significa llum en finès.
- És meitat hongarès, per herència materna.
- Ville esmentava sovint que odia a The Beatles, sent The Rolling Stones la seva banda preferida.
- Ville apareix en el video de The 69 Eyes, Wasting the Dawn, homenatjant Jim Morrison.
- Ville va modificar el tatuatge de la " S " al seu mugró, que corresponia a la inicial de Sussanna, la seva exnúvia, canviant-lo radicalment per un Heartagram. L'explicació és que Ville va començar una altra relació amb Jonna Nygren, model i presentadora de televisió. Va ser modificat per la gran tatuadora nord-americana, Kat Von D amiga de Bam Margera i més coneguda per protagonitzar els programes de Miami Ink. i L.A. Ink.
- Diversos rumors van sorgir des de 2003, quan Valo va començar a utilitzar una gorra, que sofria de càncer.
- És fumador compulsiu. Una declaració de Valo va ser que fumava per obtenir la veu amb un toc especial, així com els guitarristes tenen pedals d'efectes, Valo té els seus cigarrets[1]
- El tatuatge de la "J" que es va fer al dit anular, simbolitza un anell de compromís, amb qui era la seva promesa, la model i presentadora de TV Jonna Nygren. El casament no es va realitzar, ja que van acabar la relació el 2006. Ara el tatuatge l'ha esborrat amb làser i oculta la cicatriu amb dos anells.
- Té una veu en el rang de Baríton, a més a més del fet que es troba en el número 80 de les millors veus del metal.
- Posa la veu de l'Hipopòtam Moto Moto, en la versió finlandesa de la pel·lícula Madagascar 2: Escapada a l'Àfrica.
- Va tenir una baralla amb el seu gran amic Bam Margera i va acabar demanant-li perdó a meitat d'un concert.[2]
- Fa 1.85 m.